# خميس العبيدي (محامي)
خميس العبيدي (7 يوليو 1966 - 21 يونيو 2006) هو محامي عراقي. كان يدافع عن صدام حسين وبرزان إبراهيم التكريتي، منذ أن بدأت محاكمة صدام حسين في بغداد في 19 تشرين الأول/أكتوبر 2005 وحتى اغتياله عام 2006.

## القتل
اختُطف العبيدي من منزله في حي الأعظمية في بغداد في حوالي الساعة 7 صباحًا، على أيدي رجال يرتدون زي الشرطة العراقية، وقتل بالرصاص في 21 حزيران/يونيو 2006 حيث عثر على جثته بالقرب من مدينة الصدر مصابة بأعيرة نارية متعددة.
حدث القتل قبل فترة قصيرة من المرحلة الأخيرة من محاكمة صدام حسين، وقد اعتقد خليل الدليمي، كبير محامي الدفاع عن صدام، أنها كانت محاولة لتخويف فريق الدفاع عن صدام حيث القى باللائمة على وزير الداخلية الذي زعم أنها تشغل فرق الموت التي تنتحل شخصية الشرطة العراقية.
تعتقد بعض المصادر في مدينة الصدر أن مقتل العبيدي كان من أعمال رجل مليشيا جيش المهدي الذي أطلق عليه اسم «أبو درع».
كان العبيدي العضو الثالث في فريق الدفاع عن صدام حسين الذي قتل منذ بدء المحاكمة. وقد سبق له أن عارض عمليتي القتل السابقين لمحامي الدفاع وعدم وجود تدابير أمنية له ولزملائه. ومع ذلك، فقد اختار الاستمرار في العيش في العاصمة العراقية.

### رد الفعل
دفعت وفاة العبيدي صدام حسين، مع المتهمين السبعة الآخرين، إلى الإضراب عن الطعام بنية الاستمرار حتى يتم توفير الحماية الدولية لفريق الدفاع. ومع ذلك، صرح كبير المدعين في المحاكمة جعفر الموسوي، «سنستمر في المحاكمة ولن نُردع». وقد دعت منظمة العفو الدولية إلى إجراء تحقيق في الحادث.
أنهى صدام إضرابه عن الطعام في 23 حزيران/يونيو 2006، بعد أن فاتته وجبة واحدة فقط.
شرع صدام في إضراب جديد عن الطعام بسبب مقتل العبيدي في 7 تموز/يوليو 2006، وطلب دخول المستشفى في 23 يوليو 2006. استمرت المحاكمة دون وجوده. لقد أنهى الإضراب الثاني عن الطعام بعد 18 يوم، وعاود الظهور في المحكمة.